# ایکو سکیموتو
ایکو سکیموتو (به ژاپنی: 関本郁夫، Ikuo Sekimoto) (زادهٔ ۱۸ ژوئیهٔ ۱۹۴۲) کارگردان و فیلم‌نامه‌نویس اهل ژاپن است.